# Ilo (hijo de Tros)
En la mitología griega, Ilo es el fundador mítico y epónimo de la ciudad llamada Ilión (latinizada como Ilium) del cual obtuvo su nombre. Cuando más tarde se convirtió en la capital de los troyanos fue llamada a menudo Troya, el nombre por el que es actualmente más conocida.
Ilo era hijo y heredero del rey Tros de Dardania y de Calírroe. Estuvo casado con Eurídice, hija de Adrasto, de quien tuvo un hijo, Laomedonte, y una hija, Temiste.
Ilo fue a Frigia, donde se celebraban unos juegos organizados por el rey y venció en la lucha libre y recibió como premio 50 muchachos y 50 muchachas. El rey además, por consejo de un oráculo, le dio una vaca moteada y le dijo que fundara una ciudad donde el animal se tendiese. Ilo aceptó y la siguió. Cuando la vaca llegó a la colina llamada de Até («Locura», como la diosa epónima Até), en Frigia, se acostó. Allí Ilo fundó una ciudad que llamó Ilión.
Ilo, entonces, rogó a Zeus que le mostrase una señal y vio delante de su tienda, caído del cielo, el Paladio (estatua que representa a Palas en armas); pero fue inmediatamente cegado, por la impiedad de haber mirado la imagen. Recobró la vista después de hacer ofrendas a Atenea. Decidió erigir un templo consagrado a la diosa para honrarla  (la estatua confería la inexpugnabilidad a Troya).
Ilo prefirió su nueva ciudad de Ilión que Dardania , donde su padre permaneció hasta su muerte, y concedió el gobierno de Dardania a su hermano Asáraco y los troyanos fueron divididos en dos reinos.
Ilo fue el padre de Laomedonte, el cual le sucedió. Se dice que su mujer era Eurídice (hija de Adrasto). La descendencia de Ilo incluía dos hijas, Temiste (o Temis) y Telecleia, quienes se casaron con Capis y Ciseo, respectivamente.
En la Ilíada se hace referencias a su tumba, que se hallaba en la planicie de Troya cerca de un vado para cruzar el Escamandro.